# Kemp Mihály
Kemp Mihály (Szebelléb, Hont vármegye, 1792. szeptember 18. – Esztergom, 1865. május 20.) teológiai doktor, főesperes.

## Élete
A bölcseletet 1811-12-ben Nagyszombatban, a teológiát 1813-16-ban Pesten hallgatta. 1816. augusztus 26-án pappá szentelték. Azután a bécsi Sublimeba küldték, ahonnan mint teológiai doktor került ki. 1819-ben pazmaneumi lelkiigazgató, 1826-tól érseki könyv- és levéltárnok lett. 1840. június 10-én pozsonyi, 1845. június 2-án esztergomi kanonokká, 1850-ben nógrádi főesperessé, 1853. augusztus 6-án Szent Mártonról nevezett bulcsi (Solymosvár mellett) apáttá, 1859. július 17-én főszékesegyházi főesperessé, majd a pápa főpapjává neveztetett ki.
Cikke az Uj Magyar Múzeumban (1859. vitéz érsek élete.)

## Munkái
1. Adserta e disciplinis theologicis, quae in Caes.-Reg. Scient. Universitate Vindobonensi pro summis in Theologia honoribus obtinendis defendet...Anno 1818. Mensis Januarii. Vindobonae.
2. Metropolitanum Capitulum Strigoniense. Pestini, 1856. (Memoriae Basilicae Strigoniensis III. része.)
3. Informatio de stipendiis scholasticis nunc sub nomine Olahianae fundationis venientibus apud Univers. Vienn. sec. XVI. fundtis...